# Joel Osteen
Joel Scott Osteen (Houston, 5 marzo 1963) è un pastore protestante statunitense, scrittore e predicatore televisivo.

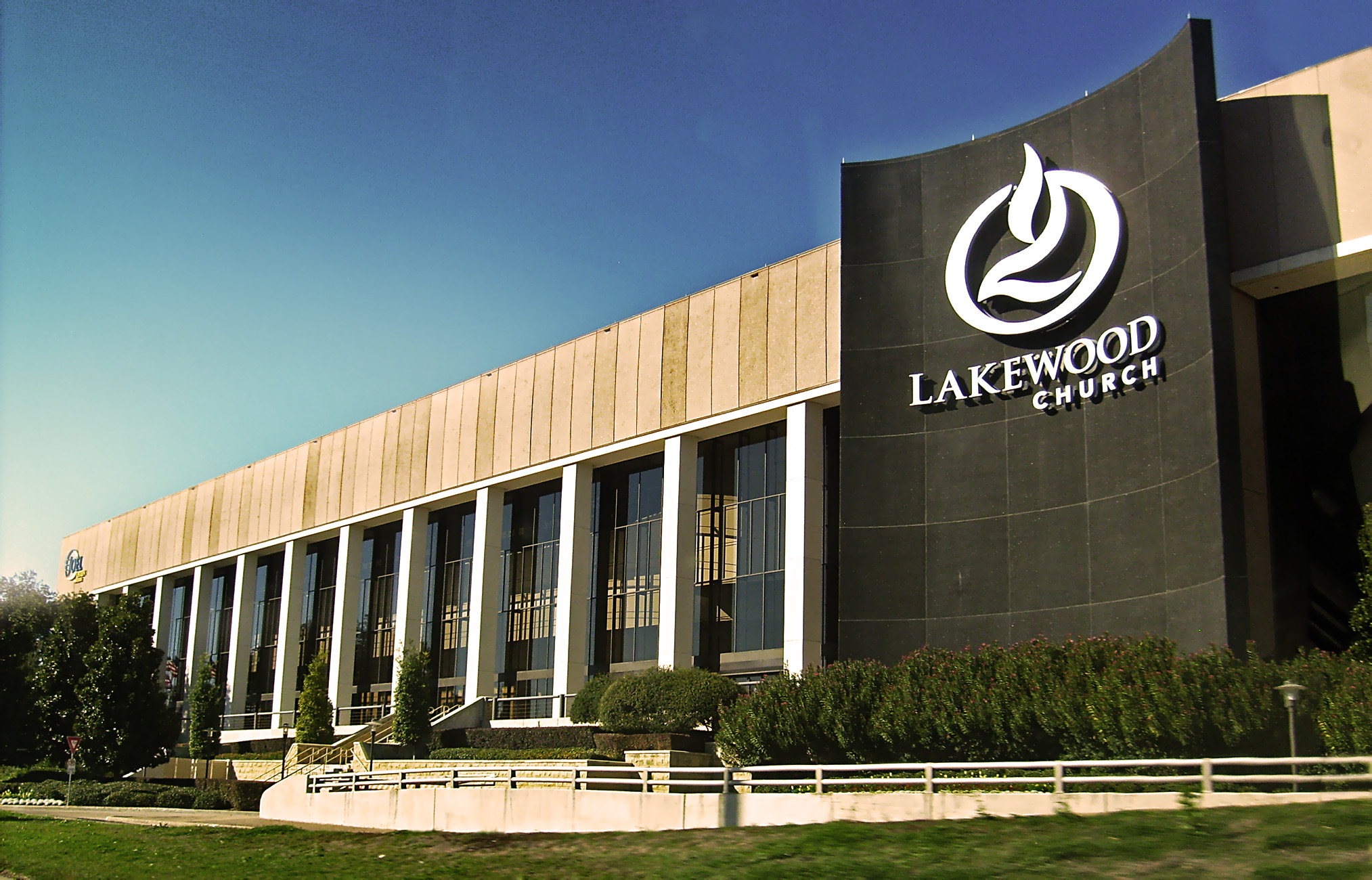
Lakewood Church a Houston

È il pastore della Lakewood Church, la chiesa più grande degli Stati Uniti per numero di fedeli, con più di 45.000 fedeli che si radunano ogni domenica al Lakewood Church Central Campus, sede della chiesa.
Il suo ministero raggiunge oltre sette milioni di telespettatori settimanali in tutto il mondo attraverso vari social network e viene trasmesso in più di 100 nazioni di tutto il mondo, grazie alle varie emittenti televisive che trasmettono i suoi sermoni domenicali.

## Biografia
Nato a Houston, in Texas, Osteen è uno dei cinque figli di John Osteen e Dolores ("Dodie") Pilgrim. Suo padre, un pastore battista, fondò la Lakewood Church. Joel Osteen sposò sua moglie, Victoria L. Iloff il 4 aprile 1987. La coppia ha due figli, Jonathan e Alexandra. I suoi fratelli più grandi, Paul, Lisa, Tamara e April, sono anche loro coinvolti nel ministero a tempo pieno. Il fratellastro di Osteen, Justin, lavora come evangelista a New York.
Dopo 17 anni di produzione della regia televisiva della chiesa, Joel Osteen successe al padre (John Osteen) il 3 ottobre 1999, come pastore della Lakewood Church. Aveva predicato solo una volta nella sua vita, la settimana prima della morte del padre. Oggi, le predicazioni del ministero, guidate dal pastore Joel Osteen, si vedono in più di 100 nazioni di tutto il mondo. Joel Osteen scrisse il primo libro, Your Best Life Now: 7 passaggi per Vivere a pieno il vostro potenziale, pubblicato nell'ottobre 2004.
Nel dicembre 2006, è stato nominato una delle "Dieci persone più affascinanti" dell'anno, da Barbara Walters. L'ex candidato alla presidenza degli USA John McCain ha descritto Osteen come "un'ispirazione". Attualmente, Osteen e diversi operatori pastorali della Lakewood viaggiano in tutta la nazione, predicando nei vari stadi americani, tra cui il Dodger Stadium, lo U.S. Cellular Field, lo Yankee Stadium ed il Nationals Park.
L'evento, dal titolo A Night Of Hope, comprende musica sacra guidata dal coro musicale della chiesa, un sermone di Joel Osteen e una testimonianza da sua madre, Dodie. Nel 2007, il tour si è ampliato per includere predicazioni in diversi altri paesi, tra cui Canada, Inghilterra, Irlanda del Nord e Israele. Osteen ha pubblicato il suo secondo libro, dal titolo Become A You Better: 7 chiavi per migliorare la vostra vita di ogni giorno, nell'ottobre 2007, posizionandosi nella lista del New York Times dei migliori libri venduti con una prima tiratura di quattro milioni di copie.
In un'intervista con Larry King, Osteen ha dichiarato che il suo libro si concentra solo sul messaggio di base per diventare tutto ciò che Dio ha creato in noi. La popolarità di Osteen lo ha portato ad essere descritto dalla ABC come una delle "10 persone più affascinanti del 2006"; ed è stato nominato il "più influente cristiano negli USA". Osteen ha frequentato la Oral Roberts University a Tulsa, Oklahoma, per un periodo di due anni senza ricevere alcuna laurea.

## Le predicazioni
Durante i suoi sermoni Osteen sceglie di concentrare le sue predicazioni sulla bontà di Dio, piuttosto che sul peccato. Osteen cerca di insegnare i principi biblici in modo semplice, sottolineando il potere dell'amore e promuovendo un atteggiamento positivo nella vita quotidiana. I suoi sermoni e scritti sono talvolta criticati per il loro uso di concetti propri della "teologia della prosperità".

## Opinioni politiche e sociali
Osteen ha dichiarato, come del resto tutti gli evangelici, di opporsi al matrimonio omosessuale in una intervista a Fox News. In un'intervista con la CNN, ha inoltre affermato di ritenere "che l'omosessualità è un peccato". In un'intervista alla Fox News nel 2008 durante le primarie per la presidenza degli Stati Uniti, Osteen ha indicato che i mormoni sono cristiani.